# San Juan Bautista (California)
San Juan Bautista è una città degli Stati Uniti d'America situata nella Contea di San Benito, nello Stato della California.
Si è sviluppata intorno alla omonima Missione fondata il 24 giugno 1797 dal francescano Fermín Lasuén.